# Championnats du monde juniors de patinage artistique 2024
Navigation
Édition précédente Édition suivante
Les Championnats du monde juniors de patinage artistique 2024 ont lieu du 26 février au 3 mars 2024 à l'Arena de Taipei à Taïwan. C'est la seconde fois que la capitale taïwanaise organise les mondiaux juniors après l'édition de 2017.

## Qualifications
Les patineurs sont éligibles à l'épreuve s'ils représentent une nation membre de l'Union internationale de patinage (International Skating Union en anglais) et s'ils ont atteint l'âge de 13 ans et pas encore 19 ans avant le 1er juillet 2023, sauf pour les messieurs qui participent au patinage en couple et à la danse sur glace où l'âge maximum est de 21 ans. Les fédérations nationales sélectionnent leurs patineurs en fonction de leurs propres critères, mais l'Union internationale de patinage exige un score minimum d'éléments techniques (Technical Elements Score en anglais) lors d'une compétition internationale avant les championnats du monde juniors.

### Score minimum d'éléments techniques
L'Union internationale de patinage stipule que les notes minimales doivent être obtenues lors d'une compétition internationale senior reconnue par elle-même au cours de la saison en cours ou précédente, au plus tard 21 jours avant le premier jour d'entraînement officiel.
| Score minimum d'éléments techniques                                                         | Score minimum d'éléments techniques | Score minimum d'éléments techniques |
| Discipline                                                                                  | Programme court                     | Programme libre                     |
| Messieurs                                                                                   | 25.00                               | 44.00                               |
| Dames                                                                                       | 25.00                               | 40.00                               |
| Couples                                                                                     | 23.00                               | 34.00                               |
| Danse sur glace                                                                             | 24.00                               | 38.00                               |
| ------------------------------------------------------------------------------------------- | ----------------------------------- | ----------------------------------- |
| Les scores des programmes courts et libres peuvent être obtenus à différentes compétitions. |                                     |                                     |

### Nombre d'inscriptions par discipline
Sur la base des résultats des championnats du monde juniors 2023, l'Union internationale de patinage autorise chaque pays à avoir de une à trois inscriptions par discipline.
| Nombre d'inscriptions                                             | Messieurs                                                        | Dames                                          | Couples                                              | Danse sur glace                        |
| ----------------------------------------------------------------- | ---------------------------------------------------------------- | ---------------------------------------------- | ---------------------------------------------------- | -------------------------------------- |
| 3                                                                 | Japon                                                            | Corée du Sud Japon                             | Australie États-Unis                                 | Canada États-Unis Tchéquie             |
| 2                                                                 | Canada Chine Corée du Sud Estonie États-Unis Italie Suède Suisse | Canada Chine Estonie États-Unis Géorgie Suisse | Allemagne Canada Chine France Japon Tchéquie Ukraine | Chypre Corée du Sud France Royaume-Uni |
| Si non répertorié ci-dessus, une seule inscription est autorisée. |                                                                  |                                                |                                                      |                                        |

Le 1er mars 2022, l'Union internationale de patinage interdit aux patineurs artistiques et aux officiels de la fédération de Russie et de la Biélorussie de participer et d'assister à toutes les compétitions internationales en raison de l'invasion russe de l'Ukraine le 24 février 2022. Ainsi ces deux pays sont absents des championnats du monde juniors 2024, 24 mois après le début du conflit, pour la troisième année consécutive.

## Podiums
| Épreuves                            | Or                                   | Argent                                | Bronze                          |
| ----------------------------------- | ------------------------------------ | ------------------------------------- | ------------------------------- |
| Messieurs résultats détaillés       | Seo Min-kyu                          | Rio Nakata                            | Adam Hagara                     |
| Dames résultats détaillés           | Mao Shimada                          | Jia Shin                              | Rena Uezono                     |
| Couples résultats détaillés         | Anastasiia Metelkina / Luka Berulava | Olivia Flores / Luke Wang             | Naomi Williams / Lachlan Lewer  |
| Danse sur glace résultats détaillés | Leah Neset / Artem Markelov          | Elizabeth Tkachenko / Alexei Kiliakov | Darya Grimm / Michail Savitskiy |

## Tableau des médailles
| Rang  | Nation       | Or | Argent | Bronze | Total |
| ----- | ------------ | -- | ------ | ------ | ----- |
| 1     | États-Unis   | 1  | 1      | 1      | 3     |
| 1     | Japon        | 1  | 1      | 1      | 3     |
| 3     | Corée du Sud | 1  | 1      | 0      | 2     |
| 4     | Géorgie      | 1  | 0      | 0      | 1     |
| 5     | Israël       | 0  | 1      | 0      | 1     |
| 6     | Slovaquie    | 0  | 0      | 1      | 1     |
| 6     | Allemagne    | 0  | 0      | 1      | 1     |
| Total | Total        | 4  | 4      | 4      | 12    |

## Détails des compétitions

### Messieurs
| Rang                                        | Nom                         | Pays             | Points | Programme court | Programme court | Programme libre | Programme libre |
| ------------------------------------------- | --------------------------- | ---------------- | ------ | --------------- | --------------- | --------------- | --------------- |
| 1                                           | Seo Min-kyu                 | Corée du Sud     | 230.75 | 1               | 80.58           | 2               | 150.17          |
| 2                                           | Rio Nakata                  | Japon            | 229.31 | 5               | 77.60           | 1               | 151.71          |
| 3                                           | Adam Hagara                 | Slovaquie        | 225.61 | 3               | 78.02           | 3               | 147.59          |
| 4                                           | Shunsuke Nakamura           | Japon            | 215.46 | 10              | 72.85           | 4               | 142.61          |
| 5                                           | François Pitot              | France           | 214.95 | 2               | 78.79           | 7               | 136.16          |
| 6                                           | Lee Jae-keun                | Corée du Sud     | 212.22 | 12              | 70.15           | 5               | 142.07          |
| 7                                           | Arlet Levandi               | Estonie          | 211.98 | 8               | 75.43           | 6               | 136.55          |
| 8                                           | Aleksa Rakic                | Canada           | 211.74 | 4               | 77.74           | 9               | 134.00          |
| 9                                           | Edward Appleby              | Royaume-Uni      | 205.55 | 6               | 75.69           | 11              | 129.86          |
| 10                                          | Jacob Sanchez               | États-Unis       | 199.17 | 9               | 73.35           | 15              | 125.82          |
| 11                                          | Jakub Lofek                 | Pologne          | 199.04 | 7               | 75.55           | 18              | 123.49          |
| 12                                          | Yanhao Li                   | Nouvelle-Zélande | 197.47 | 23              | 63.09           | 8               | 134.63          |
| 13                                          | Daniel Martynov             | États-Unis       | 195.83 | 11              | 71.69           | 16              | 124.14          |
| 14                                          | Casper Johansson            | Suède            | 193.66 | 15              | 65.71           | 12              | 127.95          |
| 15                                          | Anthony Paradis             | Canada           | 193.61 | 21              | 63.19           | 10              | 130.42          |
| 16                                          | Li Yu-hsiang                | Taipei chinois   | 193.26 | 13              | 66.53           | 14              | 126.73          |
| 17                                          | Haru Kakiuchi               | Japon            | 192.82 | 16              | 65.49           | 13              | 127.33          |
| 18                                          | Matteo Nalbone              | Italie           | 188.89 | 17              | 65.22           | 17              | 123.67          |
| 19                                          | Tamir Kuperman              | Israël           | 182.83 | 20              | 63.60           | 20              | 119.23          |
| 20                                          | Konstantin Supatashvili     | Géorgie          | 182.68 | 19              | 63.99           | 21              | 118.69          |
| 21                                          | Aleksandr Vlasenko          | Hongrie          | 181.85 | 24              | 62.12           | 19              | 119.73          |
| 22                                          | Matias Lindfors             | Finlande         | 180.80 | 14              | 66.06           | 23              | 114.74          |
| 23                                          | Kyrylo Marsak               | Ukraine          | 180.42 | 18              | 64.29           | 22              | 116.13          |
| 24                                          | Denis Krouglov              | Belgique         | 169.21 | 22              | 63.09           | 24              | 106.12          |
| Patineurs éliminés après le programme court |                             |                  |        |                 |                 |                 |                 |
| 25                                          | Fedir Kulish                | Lettonie         |        | 25              | 61.84           | NC              | NC              |
| 26                                          | Luka Imedashvili            | Lituanie         |        | 26              | 60.52           | NC              | NC              |
| 27                                          | Ali Efe Güneş               | Turquie          |        | 27              | 60.37           | NC              | NC              |
| 28                                          | Aurelian Chervet            | Suisse           |        | 28              | 59.54           | NC              | NC              |
| 29                                          | Raffaele Francesco Zich     | Autriche         |        | 29              | 59.48           | NC              | NC              |
| 30                                          | Hugo Willi Herrmann         | Allemagne        |        | 30              | 58.56           | NC              | NC              |
| 31                                          | Georgii Pavlov              | Suisse           |        | 31              | 57.36           | NC              | NC              |
| 32                                          | Elias Sayed                 | Suède            |        | 32              | 57.27           | NC              | NC              |
| 33                                          | Oleg Melnikov               | Kazakhstan       |        | 33              | 53.78           | NC              | NC              |
| 34                                          | Jegor Martsenko             | Estonie          |        | 34              | 51.90           | NC              | NC              |
| 35                                          | Ze Zeng Fang                | Malaisie         |        | 35              | 50.69           | NC              | NC              |
| 36                                          | Daniil Valanov              | Norvège          |        | 36              | 49.33           | NC              | NC              |
| 37                                          | David Sedej                 | Slovénie         |        | 37              | 48.96           | NC              | NC              |
| 38                                          | Deyan Mihaylov              | Bulgarie         |        | 38              | 48.03           | NC              | NC              |
| 39                                          | Mikayel Salazaryan          | Arménie          |        | 39              | 47.50           | NC              | NC              |
| 40                                          | Adrián Jimenez de Baldomero | Espagne          |        | 40              | 44.63           | NC              | NC              |
| 41                                          | Chiu Hei Cheung             | Hong Kong        |        | 41              | 44.24           | NC              | NC              |

### Dames
| Rang                                          | Nom                         | Pays           | Points | Programme court | Programme court | Programme libre | Programme libre |
| --------------------------------------------- | --------------------------- | -------------- | ------ | --------------- | --------------- | --------------- | --------------- |
| 1                                             | Mao Shimada                 | Japon          | 218.36 | 2               | 72.60           | 1               | 145.76          |
| 2                                             | Shin Ji-a                   | Corée du Sud   | 212.43 | 1               | 73.48           | 2               | 138.95          |
| 3                                             | Rena Uezono                 | Japon          | 194.70 | 8               | 61.96           | 3               | 132.74          |
| 4                                             | Iida Karhunen               | Finlande       | 186.32 | 4               | 64.64           | 4               | 121.68          |
| 5                                             | Ikura Kushida               | Japon          | 180.97 | 3               | 66.61           | 11              | 114.36          |
| 6                                             | Anastasia Brandenburg       | Suisse         | 177.36 | 6               | 62.57           | 10              | 114.79          |
| 7                                             | Sarina Joos                 | Italie         | 174.73 | 14              | 57.66           | 5               | 117.07          |
| 8                                             | Sherry Zhang                | États-Unis     | 174.04 | 11              | 58.57           | 7               | 115.47          |
| 9                                             | Stefania Gladki             | France         | 173.84 | 10              | 58.65           | 9               | 115.19          |
| 10                                            | Lulu Lin                    | Canada         | 173.71 | 15              | 57.12           | 6               | 116.59          |
| 11                                            | Elina Goidina               | Estonie        | 172.89 | 5               | 63.03           | 17              | 109.86          |
| 12                                            | Inga Gurgenidze             | Géorgie        | 172.87 | 7               | 62.28           | 16              | 110.59          |
| 13                                            | Maria Eliise Kaljuvere      | Estonie        | 170.96 | 17              | 55.62           | 8               | 115.34          |
| 14                                            | Anthea Gradinaru            | Suisse         | 170.84 | 13              | 57.85           | 12              | 112.99          |
| 15                                            | Kim Yu-seong                | Corée du Sud   | 170.80 | 9               | 59.58           | 15              | 111.22          |
| 16                                            | Kim Yu-jae                  | Corée du Sud   | 167.84 | 18              | 54.98           | 13              | 112.86          |
| 17                                            | Phattaratida Kaneshige      | Thaïlande      | 166.32 | 21              | 54.01           | 14              | 112.31          |
| 18                                            | Jana Horčičková             | Tchéquie       | 164.22 | 12              | 58.33           | 22              | 105.89          |
| 19                                            | Polina Dzsumanyijazova      | Hongrie        | 162.39 | 24              | 53.35           | 18              | 109.04          |
| 20                                            | Josephine Lee               | États-Unis     | 161.74 | 20              | 54.33           | 19              | 107.41          |
| 21                                            | Kaiya Ruiter                | Canada         | 161.19 | 19              | 54.62           | 20              | 106.57          |
| 22                                            | Sophia Shifrin              | Israël         | 159.77 | 22              | 53.84           | 21              | 105.93          |
| 23                                            | Tsai Yu-feng                | Taipei chinois | 158.90 | 16              | 56.30           | 23              | 102.60          |
| 24                                            | Noelle Streuli              | Pologne        | 155.39 | 23              | 53.38           | 24              | 102.01          |
| Patineuses éliminées après le programme court |                             |                |        |                 |                 |                 |                 |
| 25                                            | Olesya Ray                  | Allemagne      |        | 25              | 53.11           | NC              | NC              |
| 26                                            | Hana Bath                   | Australie      |        | 26              | 52.48           | NC              | NC              |
| 27                                            | Nina Fredriksson            | Suède          |        | 27              | 51.61           | NC              | NC              |
| 28                                            | Zoja Kramar                 | Slovénie       |        | 28              | 50.83           | NC              | NC              |
| 29                                            | Olivia Lengyelová           | Slovaquie      |        | 29              | 50.74           | NC              | NC              |
| 30                                            | Zhasmin Shlaga              | Kirghizistan   |        | 30              | 49.74           | NC              | NC              |
| 31                                            | Hannah Frank                | Autriche       |        | 31              | 49.59           | NC              | NC              |
| 32                                            | Kira Baranovska             | Lettonie       |        | 32              | 48.55           | NC              | NC              |
| 33                                            | Angel Delevaque             | Pays-Bas       |        | 33              | 48.33           | NC              | NC              |
| 34                                            | Yekaterina Balyuba          | Kazakhstan     |        | 34              | 47.25           | NC              | NC              |
| 35                                            | Chiara Hristova             | Bulgarie       |        | 35              | 46.17           | NC              | NC              |
| 36                                            | Lena Cusak                  | Croatie        |        | 36              | 45.71           | NC              | NC              |
| 37                                            | Taisiia Spesivtseva         | Ukraine        |        | 37              | 45.30           | NC              | NC              |
| 38                                            | Gian-Quen Isaacs            | Afrique du Sud |        | 38              | 44.30           | NC              | NC              |
| 39                                            | Meda Variakojyte            | Lituanie       |        | 39              | 43.57           | NC              | NC              |
| 40                                            | Megan Wong                  | Hong Kong      |        | 40              | 39.88           | NC              | NC              |
| 41                                            | Sabina Alieva               | Azerbaïdjan    |        | 41              | 39.71           | NC              | NC              |
| 42                                            | Derya Taygan                | Turquie        |        | 42              | 39.47           | NC              | NC              |
| 43                                            | Mia Risa Gomez              | Norvège        |        | 43              | 37.97           | NC              | NC              |
| 44                                            | Natalia Acosta Moisés       | Mexique        |        | 44              | 34.90           | NC              | NC              |
| 45                                            | Sofia Lexi Jacqueline Frank | Philippines    |        | 45              | 32.83           | NC              | NC              |
| 46                                            | Alexa Severn                | Royaume-Uni    |        | 46              | 31.68           | NC              | NC              |

### Couples
| Rang                                      | Nom                                            | Pays        | Points | Programme court | Programme court | Programme libre | Programme libre |
| ----------------------------------------- | ---------------------------------------------- | ----------- | ------ | --------------- | --------------- | --------------- | --------------- |
| 1                                         | Anastasiia Metelkina / Luka Berulava           | Géorgie     | 179.32 | 1               | 71.53           | 1               | 107.79          |
| 2                                         | Olivia Flores / Luke Wang                      | États-Unis  | 166.89 | 2               | 62.33           | 2               | 104.56          |
| 3                                         | Naomi Williams / Lachlan Lewer                 | États-Unis  | 146.00 | 4               | 55.37           | 4               | 90.63           |
| 4                                         | Irina Napolitano / Edoardo Comi                | Italie      | 143.88 | 7               | 49.76           | 3               | 94.12           |
| 5                                         | Ava Kemp / Yohnatan Elizarov                   | Canada      | 140.67 | 5               | 54.86           | 5               | 85.81           |
| 6                                         | Martina Ariano Kent / Charly Laliberté-Laurent | Canada      | 141.26 | 3               | 55.67           | 6               | 85.59           |
| 7                                         | Violetta Sierova / Ivan Khobta                 | Ukraine     | 134.01 | 8               | 48.93           | 7               | 85.08           |
| 8                                         | Debora Anna Cohen / Lukáš Vochozka             | Tchéquie    | 128.53 | 9               | 46.78           | 8               | 81.75           |
| 9                                         | Romane Telemaque / Lucas Coulon                | France      | 127.46 | 10              | 46.58           | 9               | 80.88           |
| 10                                        | Adele Zheng / Andy Deng                        | États-Unis  | 124.88 | 11              | 46.02           | 11              | 78.86           |
| 11                                        | Sofia Enkina / Nikita Kovalenko                | Israël      | 124.81 | 12              | 45.83           | 10              | 78.98           |
| 12                                        | Nora Marleen Rothenbühler / Mózes József Berei | Hongrie     | 120.79 | 15              | 42.28           | 12              | 78.51           |
| 13                                        | Nikola Sítková / Oliver Kubačák                | Slovaquie   | 120.39 | 13              | 44.94           | 13              | 75.45           |
| 14                                        | Sae Shimizu / Lucas Tsuyoshi Honda             | Japon       | 115.77 | 14              | 43.69           | 14              | 72.08           |
| 15                                        | Aliyah Ackermann / Tobija Harms                | Allemagne   | 113.08 | 16              | 41.97           | 15              | 71.11           |
| Abandon                                   | Louise Ehrhard / Matthis Pellegris             | France      |        | 6               | 50.75           | NC              | NC              |
| Couples éliminés après le programme court |                                                |             |        |                 |                 |                 |                 |
| 17                                        | Lucy Hay / Kyle McLeod                         | Royaume-Uni |        | 17              | 41.49           | NC              | NC              |
| 18                                        | Claudia Sinclair Scotti / Noah Quesada         | Espagne     |        | 18              | 41.06           | NC              | NC              |
| 19                                        | Sonja Löwenherz / Robert Löwenherz             | Allemagne   |        | 19              | 36.73           | NC              | NC              |

### Danse sur glace
| Rang                                               | Nom                                           | Pays         | Points | Danse rythmique | Danse rythmique | Danse libre | Danse libre |
| -------------------------------------------------- | --------------------------------------------- | ------------ | ------ | --------------- | --------------- | ----------- | ----------- |
| 1                                                  | Leah Neset / Artem Markelov                   | États-Unis   | 169.76 | 1               | 70.16           | 1           | 99.60       |
| 2                                                  | Elizabeth Tkachenko / Alexei Kiliakov         | Israël       | 162.68 | 3               | 65.88           | 2           | 96.80       |
| 3                                                  | Darya Grimm / Michail Savitskiy               | Allemagne    | 162.13 | 2               | 66.11           | 3           | 96.02       |
| 4                                                  | Célina Fradji / Jean-Hans Fourneaux           | France       | 156.66 | 6               | 61.52           | 4           | 95.14       |
| 5                                                  | Elliana Peal / Ethan Peal                     | États-Unis   | 154.09 | 5               | 61.65           | 5           | 92.44       |
| 6                                                  | Chloe Nguyen / Brendan Giang                  | Canada       | 151.09 | 7               | 61.22           | 6           | 89.87       |
| 7                                                  | Noemi Maria Tali / Noah Lafornara             | Italie       | 148.57 | 4               | 62.58           | 9           | 85.99       |
| 8                                                  | Layla Veillon / Alexander Brandys             | Canada       | 147.40 | 11              | 58.08           | 7           | 89.32       |
| 9                                                  | Yahli Pedersen / Jeffrey Chen                 | États-Unis   | 144.55 | 13              | 56.81           | 8           | 87.74       |
| 10                                                 | Dania Mouaden / Théo Bigot                    | France       | 144.52 | 10              | 58.66           | 10          | 85.86       |
| 11                                                 | Angelina Kudryavtseva / Ilia Karankevich      | Chypre       | 141.08 | 8               | 59.68           | 14          | 81.40       |
| 12                                                 | Sara Kishimoto / Atsuhiko Tamura              | Japon        | 140.87 | 14              | 56.75           | 11          | 84.12       |
| 13                                                 | Ashlie Slatter / Atl Ongay-Perez              | Royaume-Uni  | 140.41 | 12              | 56.84           | 13          | 83.57       |
| 14                                                 | Gina Zehnder / Beda Leon Sieber               | Suisse       | 136.05 | 9               | 58.90           | 16          | 77.15       |
| 15                                                 | Iryna Pidgayna / Artem Koval                  | Ukraine      | 134.79 | 19              | 51.16           | 12          | 83.63       |
| 16                                                 | Kim Jin-ny / Lee Na-mu                        | Corée du Sud | 134.43 | 15              | 54.73           | 15          | 79.70       |
| 17                                                 | Alisa Korneva / Kieran MacDonald              | Canada       | 130.18 | 18              | 53.08           | 17          | 77.10       |
| 18                                                 | Sofiia Beznosikova / Max Leleu                | Belgique     | 129.30 | 17              | 53.62           | 18          | 75.68       |
| 19                                                 | Sofiia Dovhal / Wiktor Kulesza                | Pologne      | 128.30 | 16              | 54.19           | 19          | 74.11       |
| 20                                                 | Natálie Blaasová / Filip Blaas                | Tchéquie     | 119.98 | 20              | 49.69           | 20          | 70.29       |
| Couples de danse éliminés après la danse rythmique |                                               |              |        |                 |                 |             |             |
| 21                                                 | Kristina Dobroserdova / Alessandro Pellegrini | Arménie      |        | 21              | 49.14           | NC          | NC          |
| 22                                                 | Mariia Alieva / Yehor Barshak                 | Géorgie      |        | 22              | 48.93           | NC          | NC          |
| 23                                                 | Hilda Taylor / Nolen Hickey                   | Finlande     |        | 23              | 47.26           | NC          | NC          |
| 24                                                 | Irmak Yücel / Danil Pak                       | Turquie      |        | 24              | 46.89           | NC          | NC          |
| 25                                                 | Lauren Audrey Baťková / Jacob Yang            | Tchéquie     |        | 25              | 45.53           | NC          | NC          |
| 26                                                 | Molly Hairsine / Alessio Surenkov-Gultchev    | Royaume-Uni  |        | 26              | 44.19           | NC          | NC          |
| 27                                                 | Eliška Žáková / Filip Mencl                   | Tchéquie     |        | 27              | 44.06           | NC          | NC          |
| 28                                                 | Anita Straub / Andreas Straub                 | Autriche     |        | 28              | 43.31           | NC          | NC          |
| 29                                                 | Sarah Marcilly Vázquez / Jolen Engel          | Espagne      |        | 29              | 42.81           | NC          | NC          |
| 30                                                 | Catharina Guedes Tibau / Cayden Oliver Dawson | Brésil       |        | 30              | 39.62           | NC          | NC          |
| 31                                                 | Ksenia Sipunova / Miron Korjagin              | Estonie      |        | 31              | 34.58           | NC          | NC          |